# Deremius leptus
Deremius leptus är en skalbaggsart som beskrevs av Hermann Julius Kolbe 1894. Deremius leptus ingår i släktet Deremius och familjen långhorningar. Inga underarter finns listade i Catalogue of Life.